# Хасан Каміль Спорель
Хасан Каміль Спорель (тур. Hasan Kâmil Sporel; 1894, Стамбул, Османська імперія — 27 квітня 1969, Стамбул, Туреччина) — турецький футболіст, грав на позиції захисника. Згодом був президентом «Фенербахче» (1960—1961).

## Клубна кар'єра
Хасан Каміль Спорель з 1911 року і до завершення своєї кар'єри в 1934 році грав за один клуб, «Фенербахче». Спорель став першим, хто забив «Галатасараю» в дербі з «Фенербахче». 
Разом з Фенербахче він вигравав Стамбульську футбольну лігу чотири рази в 1921, 1923, 1930 та 1933 роках, а також чемпіонат Туреччини 1933 року.

## Кар'єра в збірній
26 жовтня 1923 року Хасан Каміль Спорель зіграв у першому офіційному матчі збірної Туреччини, яким була домашня товариська гра проти збірної Румунії. Спорель грав роль капітана команди в цій зустрічі, ставши тим самим першим капітаном збірної Туреччини з футболу в її історії. Щоправда той матч так і залишився єдиним для Хасана Каміля за збірну.

## Статистика виступів

### У збірній
| Матчі і голи Хасана Каміля Спореля за збірну Туреччини | Матчі і голи Хасана Каміля Спореля за збірну Туреччини | Матчі і голи Хасана Каміля Спореля за збірну Туреччини | Матчі і голи Хасана Каміля Спореля за збірну Туреччини | Матчі і голи Хасана Каміля Спореля за збірну Туреччини | Матчі і голи Хасана Каміля Спореля за збірну Туреччини | Матчі і голи Хасана Каміля Спореля за збірну Туреччини |
| №                                                      | Дата                                                   | Місце проведення                                       | Суперник                                               | Рахунок                                                | Голи                                                   | Змагання                                               |
| ------------------------------------------------------ | ------------------------------------------------------ | ------------------------------------------------------ | ------------------------------------------------------ | ------------------------------------------------------ | ------------------------------------------------------ | ------------------------------------------------------ |
| 1                                                      | 26 жовтня 1923                                         | Таксім, Стамбул                                        | Румунія                                                | 2:2                                                    | —                                                      | Товариський матч                                       |

Разом: 1 матч / 0 голів; eu-football.info [Архівовано 10 червня 2020 у Wayback Machine.].

## Подальше життя
Згодом Спорель здобував освіту в США, а з 1960 по 1961 рік був президентом «Фенербахче».
Помер 1968 року у місті Стамбул.

## Особисте життя
Молодший брат Зекі Риза Спорель теж виступав за «Фенербахче» та національну збірну Туреччини, а також був президентом «Фенербахче» (1955—1957).